# Otto Rühle
Karl Heinrich Otto Rühle (Großschirma, 23 de outubro de 1874 – Cidade do México, 24 de junho de 1943) foi um marxista alemão ativo na oposição à Primeira e à Segunda Guerra Mundial, bem como um teórico comunista de conselhos.

## Primeiros anos
Otto nasceu em Großschirma, Saxônia, em 23 de outubro de 1874. Seu pai era funcionário ferroviário. Em 1889 começou a treinar como professor em Oschatz. Enquanto estava lá, se envolveu com a Liga Alemã de Livres Pensadores. Em 1895 tornou-se professor particular da Condessa von Bühren, ao mesmo tempo que lecionava em Öderan.

## Carreira política
Se juntou ao Partido Social Democrata da Alemanha (SPD) em 1896 e logo estabeleceu uma escola dominical socialista. No entanto, foi demitido do cargo de professor primário em 1902, e logo se sustentou como escritor e editor de jornais social-democratas em Hamburgo, seguido por Breslau, Chemnitz, Pirna e Zwickau. Rühle já havia se tornado um crítico veemente dos métodos de ensino existentes e criado uma sociedade educacional social-democrata para a área de Hamburgo. Em 1907 tornou-se professor itinerante do comitê educacional do SPD e desenvolveu uma reputação no partido através de seus escritos educacionais socialmente críticos: "Trabalho e Educação" (1904), "O Esclarecimento das Crianças sobre Assuntos Sexuais", (1907), e, sobretudo, “A Criança Proletária” (1911).[carece de fontes?]
Rühle juntou-se a Karl Liebknecht, Rosa Luxemburgo, Franz Mehring e outros na fundação do grupo e da revista Internationale, que propunha um internacionalismo revolucionário contra um mundo de estados em guerra. Em 1916, Rühle também participou da Liga Espartaquista.[carece de fontes?]

### Reichstag
Em 1912 foi eleito deputado por Pirna - Sebnitz, na Suíça Saxônica, e representou o SPD no Reichstag. Em 1918, Rühle decidiu não buscar a reeleição. Após o período caótico na Alemanha entre 1918 e 1919, foi a dissolução do Reichstag que traria o fim do mandato de Rühle.[carece de fontes?]

## Revolução Alemã
Rühle participou na oposição de esquerda do movimento operário alemão, desenvolvendo tanto uma crítica comunista inicial ao bolchevismo como uma oposição inicial ao fascismo. Rühle via a União Soviética como uma forma de capitalismo de estado que tinha muito em comum com o capitalismo estatal do Ocidente, bem como com o fascismo, dizendo:
| “ | Serviu de modelo para outras ditaduras capitalistas. As divergências ideológicas não diferenciam realmente os sistemas socioeconómicos. | ” |
|   | — Otto Rühle. |   |

## Delegação ao Congresso do Comintern, 1920
O Partido Comunista dos Trabalhadores da Alemanha (KAPD) foi convidado pelo Comitê Executivo da Internacional Comunista para participar do Segundo Congresso da Internacional Comunista. No entanto, quando o KAPD perdeu contacto com os seus primeiros delegados, Jan Appel e Franz Jung, August Merges e o próprio Rühle foram enviados como delegados.[carece de fontes?]

## A revolução não é um assunto de Partido
Embora Rühle considerasse o partido leninista de vanguarda como uma forma apropriada para a derrubada do czarismo, ele era, em última análise, uma forma inadequada para uma revolução proletária. Como tal, independentemente das intenções reais dos bolcheviques, o que eles realmente conseguiram realizar foi muito mais parecido com as revoluções burguesas da Europa do que com uma revolução proletária. Rühle argumentou:
| “ | Esta distinção entre cabeça e corpo, entre intelectuais e trabalhadores, oficiais e soldados, corresponde à dualidade da sociedade de classes. Uma classe é educada para governar; o outro a ser governado. A organização de Lenine é apenas uma réplica da sociedade burguesa. A sua revolução é objectivamente determinada pelas forças que criam uma ordem social que incorpora estas relações de classe, independentemente dos objectivos subjectivos que acompanham este processo. | ” |
|   | — Otto Rühle. |   |

Rühle também criticou a forma-partdo como forma de organização revolucionária, afirmando que “a revolução não é um assunto partidário”. Como resultado, ele apoiou uma abordagem comunista de conselhos que enfatizava a importância dos conselhos de trabalhadores. Em outubro de 1921, esteve envolvido na criação da Allgemeine Arbeiter-Union – Einheitsorganisation.
Em Comunismo Anti-Bolchevique, Paul Mattick descreve Rühle como uma figura radical exemplar dentro de um movimento operário alemão que se tornou ossificado em várias estruturas oficiais, um eterno outsider definido pela sua relação antagónica com o movimento operário e com o marxismo-leninismo, bem como com o democracia burguesa e fascismo.
Com a assinatura do Pacto Molotov-Ribbentrop em 1939, Rühle começou a ver os paralelos entre os dois ditadores ideológicos, escrevendo:
| “ | A Rússia foi o exemplo do fascismo. [...] Quer os 'comunistas' do partido gostem ou não, permanece o facto de que a ordem e o governo do Estado na Rússia são indistinguíveis dos da Itália e da Alemanha. Essencialmente, eles são iguais. Pode-se falar de um “Estado soviético” vermelho, preto ou castanho, bem como de fascismo vermelho, preto ou marrom. | ” |
|   | — Otto Rühle. |   |

Por causa de sua ligação com Leon Trotsky, Rühle teve dificuldade em encontrar trabalho no México, para onde emigrou, e foi forçado a pintar à mão cartões para hotéis para que pudesse sobreviver financeiramente.
Rühle foi membro da Comissão Dewey que inocentou Trotsky de todas as acusações feitas durante os Julgamentos de Moscou.
Em 1928, Rühle escreveu uma biografia muito detalhada de Karl Marx, Karl Marx: Sua vida e Obras.

## Vida pessoal
Em 1921, Rühle casou-se com Alice Gerstel, uma escritora judia alemã, feminista e psicóloga.[carece de fontes?]
Em 1936, Gerstel o seguiu para o México. Ela cometeu suicídio no dia de sua morte, em 24 de junho de 1943.[carece de fontes?]